# Leszcza (obwód witebski)
Leszcza (biał. Лешча; ros. Леща, Leszcza; pol. hist. Leszcza) – wieś na Białorusi, w obwodzie witebskim, w rejonie orszańskim, w sielsowiecie Zubawa, nad Leszczą. 

## Historia
W XIX i w początkach XX w. położona była w Rosji, w guberni mohylewskiej, w powiecie horeckim. Następnie w granicach Związku Sowieckiego. Od 1991 w niepodległej Białorusi.